# Scogli Ciutin
Gli scogli Ciutin, Ciuttin o scogli Striutim (in croato Ćutin Veli e Ćutin Mali) sono due isolotti disabitati della Croazia, che fanno parte dell'arcipelago delle isole Quarnerine e sono situati lungo la costa orientale dell'isola di Cherso e a est-sudest della punta meridionale della penisola d'Istria.
Amministrativamente appartengono alla città di Lussinpiccolo, nella regione litoraneo-montana.

## Geografia
Nel punto più ravvicinato, gli scogli Ciutin distano 37,2 km dall'Istria. Situati nella parte centrale del Quarnarolo, distano 1,6 km da capo Meli (rt Meli) sull'isola di Cherso e 175 m tra loro.
Ciutin Grande, il maggiore tra i due, è un isolotto allungato dalla forma a L, che misura 550 m sul lato più lungo e 310 m sul lato corto; possiede una superficie di 0,081 km² e ha uno sviluppo costiero pari a 1,68 km. Nella parte settentrionale, raggiunge la sua elevazione massima di 13,4 m s.l.m..
Ciutin Piccolo è invece uno scoglio ovale che misura 65 m di lunghezza e 45 m di larghezza; ha una superficie di 0,0031 km² e ha uno sviluppo costiero pari a 0,227 km.

### Cartografia
- (HR) Mappa topografica della Croazia 1:25000, su preglednik.arkod.hr. URL consultato il 14 gennaio 2017.